# Pachycraerus brevitarsis
Pachycraerus brevitarsis är en skalbaggsart som beskrevs av Desbordes 1917. Pachycraerus brevitarsis ingår i släktet Pachycraerus och familjen stumpbaggar. Inga underarter finns listade i Catalogue of Life.